# Agriotes litigiosus
Agriotes litigiosus là một loài bọ cánh cứng trong họ Elateridae. Loài này được P. Rossi miêu tả khoa học năm 1792.